# キングアンドクイーンコートハウス
キングアンドクイーンコートハウス（King and Queen Court House）は、アメリカ合衆国バージニア州キングアンドクイーン郡の郡庁所在地かつ国勢調査指定地域。2010年の国勢調査による人口は85人。この集落はバージニア州道14号沿いにあり、マタポナイ川に近い。キングアンドクイーン中央高校、郵便局、新旧の郡庁舎（コートハウス）を含む行政機関、いくつかの事業所がみられる。